# La Photo (Aldébaran)
Pour les articles homonymes, voir La Photo.
La Photo, publié en 1996 chez Dargaud, est le troisième tome du cycle Aldébaran de la série de bande dessinée Les Mondes d'Aldébaran de Léo.

## Synopsis
Après plus de trois ans en prison, Marc parvient à s'évader grâce à l'aide d'Eldemore Padarewski, dit Monsieur Pad, et retrouve Kim à Anatolie,.
Ils accompagnent tous deux Monsieur Pad au Musée des Pionniers et reconnaissent Driss et Alexa sur une photo prise à Paris, plus d'un siècle auparavant.

## Intégrale
Ce tome est repris dans Aldébaran l'Intégrale qui parait en 1999.